# Бољетинска река—Гребен
Бољетинска река—Гребен је пешачка стаза туристичког карактера у НП Ђердап, која креће са Бољетинског брда, иде шумским путем и стазом до видиковца Гребен и пролази кроз локалитет у режиму заштите I степена Бољетинка—Гребен.
Велики тектонски поремећаји у далекој прошлости оставили су у кањону Бољетинске реке видне трагове савијања, изувијања, преплитања и укрштања, најахивања пешчарских и конгломератских слојева стена различитих боја, па је овај локалитет проглашен за објекат геонаслеђа. Вегетација је веома сложена, што се објашњава разноврсним, често комбинованим геолошким подлогама и сложеним микрорељефом, као и карактером микроклиме у кањону, уз велики утицај Дунава.
Стаза је класификована као лака, дужине је 1,8km, просечног нагиба од 5% и време проласка је 30 минута.